# Маркизский куриный голубь
Маркизский куриный голубь (лат. Pampusana  rubescens) — вид птиц семейства голубиных. Является эндемиком Французской Полинезии. Его природными местами обитания являются субтропические или тропические сухие леса и субтропические или тропические влажные кустарники.

## Описание
Достигает длины до 20 см. Окраска в основном чёрного цвета с сильно изменчивыми пятнами белого цвета на крыльях и у основания хвоста. Красновато-пурпурные лопатки, верхняя часть спины и плечи. У самцов жемчужно-серая голова и грудь, темнее на затылке, макушке и задней части шеи. У самок тёмно-серая голова и грудь. Голос похож на скрипучий рык.

## Распространение
Распространение вида ограничено двумя необитаемыми островами, входящими в группу Маркизских островов, принадлежащих Французской Полинезии. На Хатуту в 1975 году численность популяции оценивалась в 225 птиц, хотя в 1987 году она считалась схожей, а в 2007 году она оценивалась в 1000 особей. На Фату-Хуку в 1990-х годах численность популяции оценивалась в 10-100 особей, и в 2002 году она считалась схожей, а в 2011 году, когда на острове наблюдалось всего шесть птиц. Вероятно, это прежде происходило на Нуку-Хива, где, как считается, был зарегистрирован типовый образец, а субфоссильные останки известны из трёх других островов, предполагая, что он был первоначально распространён по всей группе островов.

## Угроза
Этот куриный голубь является одним из наименее изученных полинезийских видов голубиных. Данный вид имеет очень маленький ареал, ограниченный двумя небольшими островами, где популяции создают угрозу ввезённые хищники, особенно кошки.
Классифицируется Международным союзом охраны природы, как находящийся под угрозой исчезновения.

## Внешние ссылки
- BirdLife Species Factsheet.